# Hermann Wäscher
Hermann Wäscher (* 11. Dezember 1887 in Offenbach am Main; † 24. Mai 1961 in Halle (Saale)) war ein deutscher Architekt, Kunsthistoriker und Denkmalpfleger. Bleibende Bedeutung erlangte er vor allem durch seine Burgenforschungen im mitteldeutschen Raum.

## Leben
Geboren als Sohn eines Handwerkers, studierte Wäscher nach Ausbildung als Maurer und Steinmetz Architektur an den Technischen Lehranstalten Offenbach. An der Technischen Hochschule Darmstadt eignete er sich anschließend vielfältige bautechnische Kenntnisse an und kam im Zuge der Restaurierung des Isenburger Schlosses in Offenbach im Jahre 1906 auch mit der Denkmalpflege in Berührung. Von 1907 bis 1923 war Wäscher Mitarbeiter von Paul Schultze-Naumburg, dann Chefarchitekt der Abteilung Schlösser und Burgen in dessen Architekturbüro in Saaleck. Hier begann Wäschers Verbundenheit mit der Kunst- und Kulturlandschaft des Harz-Saale-Gebiets.
Er war ab 1923 als Architekt selbständig, und seit 1936 als Architekt für Denkmalpflege beim damaligen Landeskonservator für Sachsen-Anhalt in Halle tätig. Seine damaligen Hauptaufgaben waren Arbeiten in Seeburg, Quedlinburg, Lauenburg und Querfurt, und Wäscher konzentrierte sich immer stärker auf die Burgenkunde. Daneben leitete er das Graphische Kabinett der Galerie Moritzburg, sammelte und fertigte Grafiken, führte Ausstellungen durch und begann mit Unterstützung durch einen Forschungsauftrag der Universität Halle, seine burgenkundlichen Forschungsergebnisse zu publizieren.
Neben der erstmaligen zeichnerischen Erfassung von verschiedenen Harzburgen hat Wäscher, über die rein architekturgeschichtliche Betrachtungsweise hinaus, zum ersten Mal die systematische Untersuchung der historischen Bauleistungen bei diversen Burganlagen vorangetrieben. Dabei hat er für die Burgen Kyffhausen, Lauenburg und Harzburg die damals eingesetzten Produktivkräfte an Menschen und Material sowie die jeweiligen Bauzeiten durch Berechnungen ermittelt.
Diese Forschungen fanden ihren Niederschlag in zahlreichen, mitunter von Wäscher selbst illustrierten, Veröffentlichungen, insbesondere in den „Feudalburgen in den Bezirken Halle und Magdeburg“, dem Lebenswerk Wäschers, das den Abschluss seiner über 40 Jahre betriebenen Anstrengungen zur Erhaltung und Erforschung mittelalterlicher Burgen darstellt.

## Schriften (Auswahl)
- mit Hermann Goern und Walther Grosse: Die Lauenburg im Ostharz (= Forschungen zur Denkmalpflege in der Provinz Sachsen), Querfurt 1940
- Das deutsche illustrierte Flugblatt. Dresden 1955
- Die Baugeschichte der Neuenburg bei Freyburg an der Unstrut. Halle (Saale) 1955
- Die Baugeschichte der Moritzburg in Halle. Halle (Saale), o. J. (1955)
- Die Baugeschichte der Burg Querfurt. Halle (Saale) 1956
- Der Burgberg in Quedlinburg. Geschichte seiner Bauten bis zum ausgehenden 12. Jahrhundert nach den Ergebnissen der Grabungen von 1938 bis 1942 (Deutsche Bauakademie. Schriften des Instituts für Theorie und Geschichte der Baukunst). Berlin 1959, S. 40
- Feudalburgen in den Bezirken Halle und Magdeburg. Berlin 1962
- Die Baugeschichte der Burg Wernigerode. 2. Auflage, Feudalmuseum Schloß Wernigerode, 1964
- Die Baugeschichte der Wasserburg Kapellendorf (= Schriftenreihe der Staatl. Galerie Moritzburg in Halle Heft 18). Halle (Saale) 1961